# Khatvanga

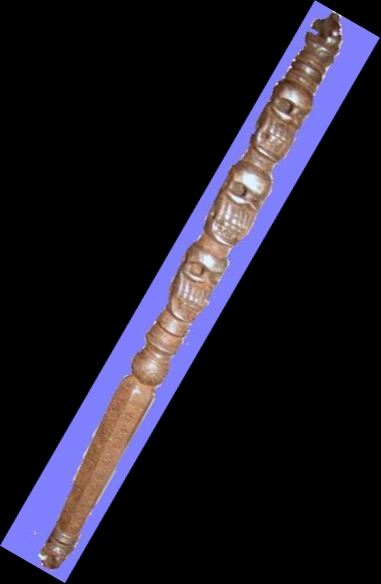
Khatvanga

La  khaṭvāṅga del Sánscrito खट्वाङ्ग (khatuaanga) es un bastón largo originalmente concebido como arma y a veces terminado en tridente.
Con el auge del Budismo fue ganando sentido religioso perdiendo el anterior como arma. Usualmente esta grabados con calaveras y lleva tres cabezas significando el triunfo sobre los tres mundos o triloka.
Originalmente se fabricaba con el hueso de un animal o de un enemigo abatido, pero más tarde se fabricaron con madera o metal.
Puede verse en las iconografías de Vajrayoguini y Padmasambhava